# Seleção Argentina de Rugby Union
A Seleção Argentina de Rugby Union, apelidada de Los Pumas, é atualmente o melhor time de rugby union da América, ocupando a terceira posição no ranking mundial pela IRB.
Os Pumas ganharam todos os campeonatos Pan-Americanos e Sul-Americanos disputados desde o início da competição.
Apesar de ainda não ter alcançado a notoriedade do futebol na Argentina, o rugby union vem ganhando bastante popularidade devido aos ótimos resultados dos Pumas desde a Copa do Mundo de Rugby Union de 1999. Na Copa do Mundo de 2007, alcançaram o melhor resultado de sempre, o terceiro lugar, após derrotarem a França por 34-10.

## Uniforme
Os Pumas jogam com um uniforme com listras horizontais nas cores nacionais da Argentina, o azul-celeste e branco; além de mangas azuis-celeste, shorts brancos e meias listradas nas cores azul-celeste e branco. O emblema na camisa é de um jaguar, que apelida a equipe. A camisa é manufaturada pela Nike.

## Apelido
O apelido da seleção — Pumas — , acredita-se que foi resultado de um erro feito por um jornalista que acompanhava a equipe em sua primeira viagem internacional, para a África Meridional em 1965. Jornalistas que acompanhavam a equipe estavam tentando dar um nome à seleção como ocorreu com os All Blacks, Wallabies e Springboks. Um deles viu a foto de um animal no emblema da União Argentina de Rugby; entretanto, se confundiu pensando que era um puma, ao invés de um jaguar. O apelido foi posteriormente adotado pelos argentinos (apesar de no emblema ainda constar um jaguar).

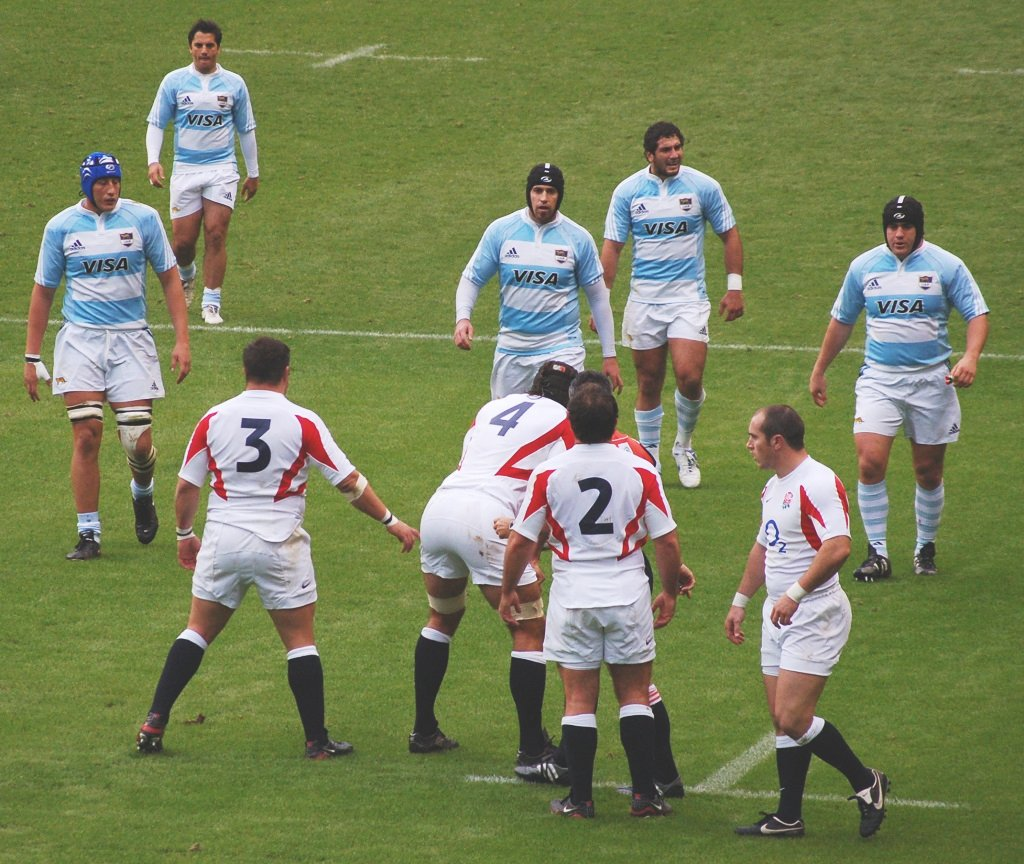
Jogo da Argentina contra a Inglaterra.

## Campeonatos
A Argentina  passou a incluir o grupo das quatro nações do Hemisfério Sul que participam da anual Copa das Quatro Nações a partir de 2012 (The Rugby Championship), até aí participava apenas em jogos amigáveis contra a Austrália, Nova Zelândia, África do Sul e os países da Europa. Os Pumas já participaram de todas as copas do mundo.
A Argentina ganhou todos os campeonatos sul-americanos de rugby union exceto o de 1981, vencido pelo Uruguai (principal rival dos Pumas no continente também conhecido como Los Teros que foi vice-campeã em quase todas as outras edições.

## Desempenho emCopas do Mundo
| Resumo na Copa do mundo: = Vitória - Empate - Derrota |                |                            |                  |            |                |
| Ano                                                   | Lugar          | 1 Turno                    | Quartas-de-final | Semifinais | Terceiro lugar |
| 1987                                                  | 13°            | 9-28; 25-16; 15-46         |                  |            |                |
| 1991                                                  | 14°            | 19-32; 7-16; 12-35         |                  |            |                |
| 1995                                                  | 13°            | 18-24; 26-32; 25-31        |                  |            |                |
| 1999                                                  | 8°             | 18-23; 32-16; 33-12; 28-24 | 26-47            |            |                |
| 2003                                                  | 9°             | 8-24; 67-14; 50–3; 15-16   |                  |            |                |
| 2007                                                  | Terceiro lugar | 17-12; 33-3; 63-3; 30-15   | 19-13            | 13-37      | 34-10          |
| 2011                                                  | 8°             | 9-13; 43-8; 13-12; 25-7    | 10-33            |            |                |
| 2015                                                  | 4°             | 26-16; 54-9; 45-16; 64-19  | 43-20            | 29-15      | 24-13          |